# Lawrence Heap Åberg
Lawrence Heap Åberg, född 23 juli 1851 i Sankt Nikolai församling, Stockholm, död 1 april 1895 i Uppsala, var en svensk filosof och anhängare av Boströms filosofi.

## Karriär
Åberg påbörjade högskolestudier år 1871 och tog kandidatexamen två år senare. 1877 avlade han licentiatexamen samt disputerade med avhandlingen: "Om familjens begrepp och väsentligaste grundformer". Han utsågs året efter till docent i praktisk filosofi vid Uppsala universitet. Som filosof gjorde Åberg flera försök att kombinera boströmianismen med modern naturvetenskap (bland annat Darwin). I skrifterna "Ett försök att uppvisa darwinismens öfverensstämmelse med en rationelt idealistisk verldsåskådning" (1874) och "Darwinismens betydelse för sedliga och religiösa frågor" (1881) försökte han visa hur Boströms och Darwins idéer kunde förenas. Ett annat försök att modernisera boströmianismen gjordes i "Quinnans plats i Boströms filosofiska system" (1884). En del skrifter gavs ut anonymt, andra under pseudonymer som "Styrbjörn Starke" och "Amicus Veritatis".
Åberg var medlem i den kulturradikala studentföreningen Verdandi. För eftervärlden har han framstått som en av de mest liberala boströmianerna och början till slutet på den boströmianska hegemonin vid svenska universitet. Åberg tillhörde dock inte tidens radikala intellektuella, till exempel var han motståndare till preventivmedel som han menade förvandlade äktenskapet till ett slags prostitution. Till Nordisk familjebok bidrog han med flera filosofiska artiklar under beteckningen L.H.Å. En fiktiv Lawrence Heap Åberg figurerar i Gustaf af Geijerstams roman Erik Grane som "docent Hegardt".

## Familj
Namnet Heap kom från modern Mary Evelina Heap som var född på ön Menorca av amerikanska föräldrar och gifte sig med Åbergs far i Paris 1849. Modern dog i lungsot när Åberg var ett år gammal. Fadern Ernst Georg Åberg var läkare och vistades långa perioder utomlands, främst i Buenos Aires där han gifte om sig och bildade en ny familj. Åberg visade sin moderna syn på äktenskap genom att 1887 gifta sig utanför sin egen sociala krets, något som han själv kallade för en mesallians. Tillsammans med hustrun Augusta Ågren (1865–1942) fick han sonen Yngve Heap-Åberg (1888–1969) och dottern Astrid Heap-Åberg (1891–1975). Efter Åbergs död gifte Augusta Ågren om sig med licentiaten Johan Wilhelm Nilsson (1868–1922).

## Död
Lawrence Heap Åberg begick självmord. En dödsruna i Tidning för Wenersborgs stad och län skildrar Åbergs död på följande vis:
Docenten Åberg har på senare tider lidit af höggradig nervositet, och otvifvelaktigt har själfmordet begåtts i ett anfall af sinnesförvirring. Han satt på måndags afton vid sitt arbete, då det plötsligt vid half 9-tiden blef tyst i hans rum. Då man vid half 12-tiden öppnade dörren, fanns Åberg hängande i spjällsnöret.

Enligt Norra Skånes tidningar framstod Åberg under sista tiden som alltmer förändrad:
En under de senare åren tilltagande excentricitet avlägsnade dock helt säkert mången av de gamla vännerna från honom och han kände sig slutligen isolerad och missförstådd. Då professuren i praktisk filosofi nyligen blev ledig vid prof. Sahlins avgång var Åberg en bland de sökande - kanske den i grund och botten mest meriterade. Säkerligen har han anat att hans öde dock skulle bli att förbigås vilket tillsammans med ekonomiska bekymmer fördystrat hans sinne.
En dödsruna från årsboken Nornan ger "tyngande näringsbekymmer" som en förklaring till självmordet och fortsätter:
En tilltagande sjuklighet, utvecklad om ej rent af framkallad af öfveransträngande arbete, gjorde honom dock allt mera dyster och besynnerlig, och gaf under sorgliga omständigheter anledning till hans för tidiga bortgång.
Åberg är begravd på Danderyds kyrkogård. Hans hustru ligger begravd på S:t Pauli norra kyrkogård i Malmö.